# Batelov
Batelov település Csehországban, a Jihlavai járásban. Batelov Rohozná, Horní Dubenky, Dolní Cerekev, Švábov, Růžená, Řásná, Řídelov, Horní Cerekev, Horní Ves és Třešť településekkel határos. Lakosainak száma 2443 fő (2024. január 1.).

## Népesség
A település lakosságának változását az alábbi diagram mutatja:
| Lakosok száma | 3271 | 3278 | 3214 | 2486 | 2363 | 2247 | 2342 | 2361 | 2276 | 2443 |
|               | 1869 | 1900 | 1921 | 1961 | 1980 | 2011 | 2016 | 2019 | 2021 | 2024 |